# Joseph Duchauchix
 (juillet 2025).
Si vous disposez d'ouvrages ou d'articles de référence ou si vous connaissez des sites web de qualité traitant du thème abordé ici, merci de compléter l'article en donnant les références utiles à sa vérifiabilité et en les liant à la section « Notes et références ».
Joseph Duchauchix est un écrivain et prélat catholique français né le 24 octobre 1882 à Laurenan et décédé à Saint-Pierre-de-Curtille le 24 mars 1957.
Il s'engage dans le mouvement nationaliste breton en 1911, puis dans l'ordre de Saint-Benoît en 1921.

## Biographie
Originaire de la région dénommée le Mené, il utilise ce nom d'origine bretonne (menez = la montagne ou la colline) pour ses pseudonymes. En 1904, il fait paraître dans L'Éclaireur dinannais un article intitulé La Bretagne indépendante dans lequel il prône la séparation d'avec la France.
Il est élu comme conseiller municipal, puis adjoint au maire de sa commune natale.
Il gagne le prix de poésie 1910 du Nouvelliste de Bretagne et publie ensuite deux recueils de poésie en français : La fête des fleurs de bruyère (1911) et Le combat des Trente (1912). Ayant appris le breton, il écrivit des poèmes et des articles en breton jusqu'à la fin de sa vie.
Le 29 octobre 1911, il participe à la réunion de création de la Fédération régionaliste de Bretagne et, simultanément, s'inscrit dans la toute nouvelle organisation séparatiste, le Parti nationaliste breton. De ce fait, il est contraint d'abandonner immédiatement sa charge de secrétaire de la FRB.
En novembre 1911, il se présente aux élections sénatoriales des Côtes-du-Nord sous l'étiquette officiellement enregistrée de "nationaliste breton".
Il fait partie du comité de rédaction de Breiz Dishual, l'organe mensuel du Parti nationaliste breton créé en juillet 1912. Il est responsable du secrétariat et de l'administration, le siège en étant établi chez lui à Laurenan.
Il est admis comme barde à la Gorsedd de Bretagne en 1913 sous le nom de Ar Meneziad.
Mobilisé pour la bataille de la Marne en 1914, il est blessé au bras droit.
En 1921, il entre au noviciat bénédictin et est ordonné prêtre en 1926. Il entre comme moine à l'abbaye de Kerbénéat, puis à Bolbec et enfin dans celle d'Hautecombe à Saint-Pierre-de-Curtille (Haute-Savoie). Il garde des liens à distance avec les régionalistes bretons et le Gorsedd de Bretagne et est mentionné plusieurs fois dans la revue An Oaled-Le Foyer breton entre 1928 et 1939.
En 1933, il publie avec Pierre Dardel, Histoire de Bolbec : des origines à la Révolution, ses Prieurés, ses Luttes religieuses, ses Seigneurs et sa Manufacture. Selon Armand Rébillon : « Les auteurs nous donnent le résultat de consciencieuses recherches [...] Mais, faute d'une expérience suffisante des études historiques et, aussi, de connaissances générales, ils n'ont pas toujours tiré très heureusement parti de cette information ni, surtout, présenté de la manière la plus explicite et la plus commode pour les rapporter aux questions d'histoire générale qu'ils intéressent les abondants détails qu'ils nous offrent. ».
En 1947, il revient en Bretagne participer au relèvement de l'abbaye de Landévennec, avant de retourner en Haute-Savoie.

## Dans la culture populaire
Il est l'auteur d'un poème en breton très apprécié, Pa vin marv (1913), mis en musique et chanté par Glenmor.

## Publications
- Camille Le Mercier d'Erm. Édition de La Bretagne Artistique et Littéraire - Rennes. 1914. En ligne
- Ar meneziad. La voix des landiers. 1918.
- L'ancienne paroisse de Merdrignac. Imprimerie Saint-Guillaume - Saint-Brieuc. 1918.
- Le château de la Hardouinaie. Imprimerie Saint-Guillaume - Saint-Brieuc. 1919.
- La Bretagne vue par (avec Auguste Bergot, Jac Pohier, Paulette Delamaire, Jean Petibon, Anne Selle, Jules Braud, Edmond Coarer-Kalondan, C. Bauguion, Marie Droüart, Annie Portgamp, Pierre Omnès, Henensal, M. P. Le Guennec, Henry Bister, Paul Viny, André Guillemot, Georges Tattevin, Yann Oulc'hen, Joseph Coquelin, Job de Roincé, Jean Choleau. 1944 à Rennes, Imprimerie Commerciale du Nouvelliste
- Seurez Kerwenan = La bonne-sœur des Avettes. 1962. (avec Marsel Klerg)
- Folklore le mariage dans la région de Merdrignac PLIHON Libraire Rennes 1935 --extrait des Annales de Bretagne  Tome XLII N°1 et 2 1935